# Hermann Priess
Hermann August Fredrich Priess (24 de mayo de 1901 - 2 de febrero de 1985) fue un general alemán de las Waffen-SS y criminal de guerra durante la II Guerra Mundial. Comandó la División SS Totenkopf ("Calavera de la Muerte") tras la muerte de Theodor Eicke en febrero de 1943. El 30 de octubre de 1944 fue nombrado comandante del I Cuerpo SS Panzer y lo dirigió durante la batalla de las Ardenas.
Después de la guerra, Priess fue declarado culpable por crímenes de guerra por su participación en la masacre de Malmedy, y fue sentenciado a 20 años de prisión. Fue liberado de la prisión de Landsberg en 1954.

## Biografía
Nacido en 1901, Priess se hizo voluntario para el servicio militar en el ejército del Imperio alemán en enero de 1919, que fue transformado en el Reichsheer de la República de Weimar. Debido a las limitaciones impuestas por el Tratado de Versalles, su regimiento fue disuelto. Entonces se incorporó a los grupos paramilitares del Freikorps y luchó en la guerra por la independencia de Estonia. En 1920, retornó al ejército y fue licenciado en junio de 1931.
El 24 de octubre de 1944, Priess sucedió a Georg Keppler como comandante el I Cuerpo SS Panzer. Dirigió esta formación, como parte del 6.º Ejército Panzer, en la fracasada Ardennenoffensive, la batalla de las Ardenas. El objetivo de la ofensiva era dividir la línea británica y estadounidense por la mitad, de tal modo que los alemanes podrían así proceder a rodear y destruir cuatro ejércitos Aliados, forzando a los Aliados Occidentales a negociar un tratado paz con las Potencias del Eje. Subordinado al I Cuerpo SS Panzer era el Kampfgruppe "Peiper", liderado por Joachim Peiper. El mando de Peiper fue responsable de la masacre de Malmedy, un crimen de guerra en el que 84 prisioneros de guerra estadounidenses fueron asesinados por sus captores alemanes cerca de Malmedy, Bélgica.
Después de la ofensiva de las Ardenas, el 6.º Ejército Panzer fue transferido a Hungría, donde luchó contra el avance del Ejército soviético. El I Cuerpo Panzer llegó a Hungría a principios de febrero de 1945. Ahí, Priess comprometió a sus fuerzas en la Operación Southwind contra la cabeza de puente de Hron, una posición fuerte formada por los soviéticos sobre el Danubio cerca de la ciudad de Esztergom, destruyendo la cabeza de puente para final de febrero. Después comandó al I Cuerpo SS Panzer en la Operación Despertar de Primavera, la última ofensiva alemana importante de la II Guerra Mundial. El ataque, centrado en el área del lago Balaton, empezó el 6 de marzo de 1945 y terminó con derrota alemana el 16 de marzo de 1945.

## Juicio por crímenes de guerra y condena
En mayo de 1945, Priess se rindió a las fuerzas estadounidenses. Empezó a trabajar para la División Histórica del Ejército de EE. UU. en Camp King. Entre mayo y julio de 1946, se convirtió en uno de los 73 defendidos en el juicio por la masacre de Malmedy celebrado en el campo de internamiento de Dachau. Junto con Sepp Dietrich, Joachim Peiper y otros, Priess fue acusado del asesinato de más de 300 prisioneros de guerra Aliados y 100 civiles belgas entre el 16 de diciembre de 1944 y el 13 de enero de 1945.
El 16 de julio, Priess fue sentenciado a 20 años de prisión. En octubre de 1954, fue liberado antes de cumplir su entera sentencia de la prisión de Landsberg. Priess murió en 1985.

## Carrera en las SS
condecoraciones
- Cruz de Hierro (1939) 2ª Clase (22 de septiembre de 1939) & 1ª Clase (15 de octubre de 1939)[6]
- Cruz Alemana en Oro el 6 de enero de 1942 como SS-Standartenführer en el SS-Artillerie-Regiment "Totenkopf"[7]
- Cruz de Caballero de la Cruz de Hierro con Hojas de Roble y Espadas 
  - Cruz de Caballero el 28 de abril de 1943 como SS-Oberführer y comandante del Artillerie-Regiment de la SS-Panzergrenadier-Division Totenkopf[8]
  - 297ª Hojas de Roble el 9 de septiembre de 1943 como SS-Brigadeführer y Generalmajor de  las Waffen-SS y comandante de la SS-Panzergrenadier-Division "Totenkopf"[8]
  - 65.ª Espadas el 24 de abril de 1944 como SS-Brigadeführer y Generalmajor de las Waffen-SS y comandante de la 3. SS-Panzer-Division "Totenkopf"[8]
- Medalla de herido en Negro

Promociones
| 26 de febrero de 1935:    | SS-Untersturmführer                                 |
| 15 de septiembre de 1935: | SS-Obersturmführer                                  |
| 13 de septiembre de 1936: | SS-Hauptsturmführer                                 |
| 20 de abril de 1939:      | SS-Sturmbannführer                                  |
| 1 de agosto de 1940:      | SS-Obersturmbannführer                              |
| 21 de junio de 1941:      | SS-Standartenführer                                 |
| 13 de julio de 1942:      | SS-Oberführer                                       |
| 15 de julio de 1943:      | SS-Brigadeführer y Generalmajor de las Waffen-SS    |
| 20 de abril de 1944:      | SS-Gruppenführer y Generalleutnant de las Waffen-SS |